# Heinrich Carl Haussknecht
Heinrich Carl Haussknecht (Bennungen, 30 novembre 1838 – Weimar, 7 luglio 1903) è stato un botanico e farmacista tedesco.

## Biografia
Studiò farmacia, tuttavia divenne famoso nel campo botanico. Le sue esplorazioni botaniche si sono svolte a Turingia, Bassa Sassonia, Grecia e Medio Oriente dove ha scoprì la pianta Tulipa aleppensis. Inoltre fondò un grande erbario a Weimar, che dopo la sua morte fu diretto da Joseph Friedrich Nicolaus Bornmüller (1862-1948). Nel 1949 il suo erbario fu trasferito presso l'Università di Jena.
Haussknecht si specializzò nello studio del genere Epilobium appartenente alla famiglia botanica Onagraceae. Nel 1884 pubblicò una monografia sul genere Monographie der Gattung Epilobium. Il genere botanico Haussknechtia fu nominato in suo onore da Pierre Edmond Boissier (1810-1885).